# Nothing Else Matters (film)
Nothing Else Matters er en tysk stumfilm fra 1920 af George Pearson.

## Medvirkende
- Hugh E. Wright
- Moyna Macgill
- Betty Balfour
- George Keene
- Mabel Poulton
- Arthur Cleave
- Alec Thompson
- Leal Douglas
- Polly Emery
- Reginald Denham